# Гіллсборо (Північна Дакота)
Гіллсборо (англ. Hillsboro) — місто (англ. city) в США, в окрузі Трейлл штату Північна Дакота. Населення — 1649 осіб (2020).

## Географія
Гіллсборо розташоване за координатами 47°24′11″ пн. ш. 97°3′48″ зх. д. / 47.40306° пн. ш. 97.06333° зх. д. (47.402952, -97.063216).  За даними Бюро перепису населення США в 2010 році місто мало площу 2,83 км², уся площа — суходіл.

## Демографія
Згідно з переписом 2010 року, у місті мешкали 1603 особи в 687 домогосподарствах у складі 418 родин. Густота населення становила 566 осіб/км².  Було 763 помешкання (269/км²).
Расовий склад населення:
| - 93,9 % — білих - 1,5 % — корінних американців - 0,6 % — азіатів - 0,1 % — чорних або афроамериканців - 3,0 % — осіб інших рас |

До двох чи більше рас належало 0,9 %. Частка іспаномовних становила 5,5 % від усіх жителів.
За віковим діапазоном населення розподілялося таким чином: 25,6 % — особи молодші 18 років, 55,7 % — особи у віці 18—64 років, 18,7 % — особи у віці 65 років та старші. Медіана віку мешканця становила 40,5 року. На 100 осіб жіночої статі у місті припадало 97,4 чоловіків;  на 100 жінок у віці від 18 років та старших — 91,3 чоловіків також старших 18 років.
Середній дохід на одне домашнє господарство  становив 66 577 доларів США (медіана — 42 679), а середній дохід на одну сім'ю — 93 278 доларів (медіана — 67 727). Медіана доходів становила 49 000 доларів для чоловіків та 33 977 доларів для жінок. За межею бідності перебувало 12,0 % осіб, у тому числі 13,5 % дітей у віці до 18 років та 15,0 % осіб у віці 65 років та старших.
Цивільне працевлаштоване населення становило 796 осіб. Основні галузі зайнятості: освіта, охорона здоров'я та соціальна допомога — 30,9 %, виробництво — 10,9 %, транспорт — 9,8 %, сільське господарство, лісництво, риболовля — 8,9 %.